# Stazione di Rescaldina
Stazione di Rescaldina vasútállomás Olaszországban, Lombardia régióban, Rescaldina településen.

## Vasútvonalak
Az állomást az alábbi vasútvonalak érintik:
- Saronno–Novara-vasútvonal

## Kapcsolódó állomások
A vasútállomáshoz az alábbi állomások vannak a legközelebb:
- Stazione di Saronno
- Rescaldina old railway station